# Muntanya de Montcaire
La Muntanya de Moncaira (també escrit Montcaire i Moncaire) és una muntanya de 859 m d'altura de la Serra de Tramuntana de Mallorca.
El 1561 la finca Moncaira aleshores del terme de Sóller era adquirida a una subhasta per Gabriel Mallol o Maiol. El 1687 dels Mallols passà als Estades-Prom per herencia. En 1881 els Estades coneguts com a Estades de Moncaira la van vendre a Damià Canals de Sóller.
Moncaira és avui propietat d'Alberto Cortina i pertany actualment al terme municipal de Fornalutx.